# Ivanovo (Serbia)
Ivanovo (cyr. Иваново) – wieś w Serbii, w Wojwodinie, w okręgu południowobanackim, w mieście Pančevo. W 2011 roku liczyła 1053 mieszkańców.